# Andrea Calmo
Andrea Calmo (* 1510 in Venedig; † 1571 ebenda) war ein italienischer Schauspieler und Bühnenautor in der Renaissance.

## Leben
Calmo erlangte mit seinen Komödien Ruhm. Einige davon waren klassischen Vorbildern nachgedichtet, wie etwa „Rodiana“ (1540) und „Travaglia“ (1546), während andere realistische Originaldichtungen waren („La Spagnola“, 1549 und „Saltuzza“, 1551). Einige Charaktere ließ Calmo elegantes Italienisch sprechen, verwendete aber auch volkstümliche norditalienische Dialekte. Seine Dialektbriefsammlungen über mannigfaltige Themen waren sehr beliebt. Calmo war Anhänger Angelo Beolco, auch als „Ruzzante“ bekannt, und Vorläufer der Commedia dell’arte.